# Olympische Sommerspiele 2024/Teilnehmer (Indien)
| Gelbes Symbol für Goldmedaillen mit stilisierten Olympischen Ringen | Graues Symbol für Silbermedaillen mit stilisierten Olympischen Ringen | Braundes Symbol für Bronzemedaillen mit stilisierten Olympischen Ringen |
| ------------------------------------------------------------------- | --------------------------------------------------------------------- | ----------------------------------------------------------------------- |
| —                                                                   | 1                                                                     | 5                                                                       |

Indien nahm an den Olympischen Spielen 2024 vom 26. Juli bis zum 11. August 2024 in Paris teil. Es war die insgesamt 26. Teilnahme an Olympischen Sommerspielen.

## Teilnehmer nach Sportarten

### Badminton
| Athleten                              | Wettbewerb | Gruppenphase               | Gruppenphase              | Gruppenphase | Gruppenphase | Achtelfinale  | Achtelfinale       | Viertelfinale         | Viertelfinale             | Halbfinale    | Halbfinale         | Finale / Platz 3 | Finale / Platz 3          | Rang |
| Athleten                              | Wettbewerb | Gegner                     | Ergebnis                  | Punkte       | Rang         | Gegner        | Ergebnis           | Gegner                | Ergebnis                  | Gegner        | Ergebnis           | Gegner           | Ergebnis                  | Rang |
| ------------------------------------- | ---------- | -------------------------- | ------------------------- | ------------ | ------------ | ------------- | ------------------ | --------------------- | ------------------------- | ------------- | ------------------ | ---------------- | ------------------------- | ---- |
| Frauen                                |            |                            |                           |              |              |               |                    |                       |                           |               |                    |                  |                           |      |
| P. V. Sindhu                          | Einzel     | F. N. A. Razzaq            | 2:0 (21:9, 21:6)          | 2            | 1            | He B.         | 0:2 (19:21, 14:21) | ausgeschieden         | ausgeschieden             | ausgeschieden | ausgeschieden      | ausgeschieden    | ausgeschieden             | 9    |
| P. V. Sindhu                          | Einzel     | K. Kuuba                   | 2:0 (21:5, 21:10)         | 2            | 1            | He B.         | 0:2 (19:21, 14:21) | ausgeschieden         | ausgeschieden             | ausgeschieden | ausgeschieden      | ausgeschieden    | ausgeschieden             | 9    |
| Tanisha Crasto Ashwini Ponnappa       | Doppel     | Kim S.-y. / Kong H.-y.     | 0:2 (18:21, 10:21)        | 0            | 3            | —             | —                  | ausgeschieden         | ausgeschieden             | ausgeschieden | ausgeschieden      | ausgeschieden    | ausgeschieden             | 13   |
| Tanisha Crasto Ashwini Ponnappa       | Doppel     | N. Matsuyama / C. Shida    | 0:2 (11:21, 12:21)        | 0            | 3            | —             | —                  | ausgeschieden         | ausgeschieden             | ausgeschieden | ausgeschieden      | ausgeschieden    | ausgeschieden             | 13   |
| Tanisha Crasto Ashwini Ponnappa       | Doppel     | S. Mapasa / A. Yu          | 0:2 (15:21, 10:21)        | 0            | 3            | —             | —                  | ausgeschieden         | ausgeschieden             | ausgeschieden | ausgeschieden      | ausgeschieden    | ausgeschieden             | 13   |
| Männer                                |            |                            |                           |              |              |               |                    |                       |                           |               |                    |                  |                           |      |
| H. S. Prannoy                         | Einzel     | F. Roth                    | 2:0 (21:18, 21:12)        | 2            | 1            | L. Sen        | 0:2 (12:21, 6:21)  | ausgeschieden         | ausgeschieden             | ausgeschieden | ausgeschieden      | ausgeschieden    | ausgeschieden             | 9    |
| H. S. Prannoy                         | Einzel     | Lê Đ. P.                   | 2:1 (16:21, 21:11, 21:12) | 2            | 1            | L. Sen        | 0:2 (12:21, 6:21)  | ausgeschieden         | ausgeschieden             | ausgeschieden | ausgeschieden      | ausgeschieden    | ausgeschieden             | 9    |
| Lakshya Sen                           | Einzel     | K. Cordón                  | 2:0 (21:8, 22:20)         | 3            | 1            | H. S. Prannoy | 2:0 (21:12, 21:6)  | Chou T.-c.            | 0:2 (19:21, 21:15, 21:12) | V. Axelsen    | 0:2 (20:22, 14:21) | L. Zii Jia       | 1:2 (21:13, 16:21, 11:21) | 4    |
| Lakshya Sen                           | Einzel     | J. Christie                | 2:0 (21:18, 21:12)        | 3            | 1            | H. S. Prannoy | 2:0 (21:12, 21:6)  | Chou T.-c.            | 0:2 (19:21, 21:15, 21:12) | V. Axelsen    | 0:2 (20:22, 14:21) | L. Zii Jia       | 1:2 (21:13, 16:21, 11:21) | 4    |
| Lakshya Sen                           | Einzel     | J. Carraggi                | 2:0 (21:19, 21:14)        | 3            | 1            | H. S. Prannoy | 2:0 (21:12, 21:6)  | Chou T.-c.            | 0:2 (19:21, 21:15, 21:12) | V. Axelsen    | 0:2 (20:22, 14:21) | L. Zii Jia       | 1:2 (21:13, 16:21, 11:21) | 4    |
| Satwiksairaj Rankireddy Chirag Shetty | Doppel     | R. Labar / L. Corvée       | 2:0 (21:17, 21:14)        | 3            | 1            | —             | —                  | A. Chia / S. Wooi Yik | 1:2 (21:13, 14:21, 16:21) | ausgeschieden | ausgeschieden      | ausgeschieden    | ausgeschieden             | 5    |
| Satwiksairaj Rankireddy Chirag Shetty | Doppel     | M. Lamsfuß / M. Seidel     | w.o.                      | 3            | 1            | —             | —                  | A. Chia / S. Wooi Yik | 1:2 (21:13, 14:21, 16:21) | ausgeschieden | ausgeschieden      | ausgeschieden    | ausgeschieden             | 5    |
| Satwiksairaj Rankireddy Chirag Shetty | Doppel     | F. Alfian / M. R. Ardianto | 2:0 (21:13, 21:13)        | 3            | 1            | —             | —                  | A. Chia / S. Wooi Yik | 1:2 (21:13, 14:21, 16:21) | ausgeschieden | ausgeschieden      | ausgeschieden    | ausgeschieden             | 5    |

### Bogenschießen
| Athleten                                       | Wettbewerb | Qualifikation | Qualifikation | 1. Runde    | 1. Runde | 2. Runde      | 2. Runde      | Achtelfinale  | Achtelfinale  | Viertelfinale | Viertelfinale | Halbfinale    | Halbfinale    | Finale / Platz 3   | Finale / Platz 3 | Rang |
| Athleten                                       | Wettbewerb | Ringe         | Rang          | Gegner      | Ergebnis | Gegner        | Ergebnis      | Gegner        | Ergebnis      | Gegner        | Ergebnis      | Gegner        | Ergebnis      | Gegner             | Ergebnis         | Rang |
| ---------------------------------------------- | ---------- | ------------- | ------------- | ----------- | -------- | ------------- | ------------- | ------------- | ------------- | ------------- | ------------- | ------------- | ------------- | ------------------ | ---------------- | ---- |
| Frauen                                         |            |               |               |             |          |               |               |               |               |               |               |               |               |                    |                  |      |
| Ankita Bhakat                                  | Einzel     | 666 SB        | 11            | W. Myszor   | 4:6      | ausgeschieden | ausgeschieden | ausgeschieden | ausgeschieden | ausgeschieden | ausgeschieden | ausgeschieden | ausgeschieden | ausgeschieden      | ausgeschieden    | 33   |
| Bhajan Kaur                                    | Einzel     | 659           | 22            | S. N. Kamal | 7:3      | W. Myszor     | 6:0           | D. Choirunisa | 5:6           | ausgeschieden | ausgeschieden | ausgeschieden | ausgeschieden | ausgeschieden      | ausgeschieden    | 9    |
| Deepika Kumari                                 | Einzel     | 658           | 23            | R. Pärnat   | 6:5      | Q. Roeffen    | 6:2           | M. Kroppen    | 6:4           | Nam S.-h.     | 4:6           | ausgeschieden | ausgeschieden | ausgeschieden      | ausgeschieden    | 7    |
| Ankita Bhakat Bhajan Kaur Deepika Kumari       | Mannschaft | 1983          | 4             | —           | —        | —             | —             | —             | —             | Niederlande   | 0:6           | ausgeschieden | ausgeschieden | ausgeschieden      | ausgeschieden    | 5    |
| Männer                                         |            |               |               |             |          |               |               |               |               |               |               |               |               |                    |                  |      |
| Dhiraj Bommadevara                             | Einzel     | 681           | 4             | A. Li       | 7:1      | E. Peters     | 5:6           | ausgeschieden | ausgeschieden | ausgeschieden | ausgeschieden | ausgeschieden | ausgeschieden | ausgeschieden      | ausgeschieden    | 17   |
| Pravin Jadhav                                  | Einzel     | 658           | 39            | Kao W.      | 0:6      | ausgeschieden | ausgeschieden | ausgeschieden | ausgeschieden | ausgeschieden | ausgeschieden | ausgeschieden | ausgeschieden | ausgeschieden      | ausgeschieden    | 33   |
| Tarundeep Rai                                  | Einzel     | 674           | 14            | T. Hall     | 4:6      | ausgeschieden | ausgeschieden | ausgeschieden | ausgeschieden | ausgeschieden | ausgeschieden | ausgeschieden | ausgeschieden | ausgeschieden      | ausgeschieden    | 33   |
| Dhiraj Bommadevara Pravin Jadhav Tarundeep Rai | Mannschaft | 2013          | 3             | —           | —        | —             | —             | —             | —             | Türkei        | 2:6           | ausgeschieden | ausgeschieden | ausgeschieden      | ausgeschieden    | 5    |
| Mixed                                          |            |               |               |             |          |               |               |               |               |               |               |               |               |                    |                  |      |
| Ankita Bhakat Dhiraj Bommadevara               | Mannschaft | 1347          | 5             | —           | —        | —             | —             | Indonesien    | 5:1           | Spanien       | 5:3           | Südkorea      | 2:6           | Vereinigte Staaten | 2:6              | 4    |

### Boxen
| Athleten          | Wettbewerb       | 1. Runde    | 1. Runde | Achtelfinale  | Achtelfinale  | Viertelfinale | Viertelfinale | Halbfinale    | Halbfinale    | Finale        | Finale        | Rang |
| Athleten          | Wettbewerb       | Gegner      | Ergebnis | Gegner        | Ergebnis      | Gegner        | Ergebnis      | Gegner        | Ergebnis      | Gegner        | Ergebnis      | Rang |
| ----------------- | ---------------- | ----------- | -------- | ------------- | ------------- | ------------- | ------------- | ------------- | ------------- | ------------- | ------------- | ---- |
| Frauen            |                  |             |          |               |               |               |               |               |               |               |               |      |
| Nikhat Zareen     | Klasse bis 50 kg | M. Klötzer  | 5:0      | Wu Y.         | 0:5           | ausgeschieden | ausgeschieden | ausgeschieden | ausgeschieden | ausgeschieden | ausgeschieden | 9    |
| Preeti Pawar      | Klasse bis 54 kg | Võ T. K. Á. | 5:0      | Y. Arias      | 2:3           | ausgeschieden | ausgeschieden | ausgeschieden | ausgeschieden | ausgeschieden | ausgeschieden | 9    |
| Jaismine Lamboria | Klasse bis 57 kg | N. Petecio  | 0:5      | ausgeschieden | ausgeschieden | ausgeschieden | ausgeschieden | ausgeschieden | ausgeschieden | ausgeschieden | ausgeschieden | 17   |
| Lovlina Borgohain | Klasse bis 75 kg | —           | —        | S. Hofstad    | 5:0           | Li Q.         | 1:4           | ausgeschieden | ausgeschieden | ausgeschieden | ausgeschieden | 5    |
| Männer            |                  |             |          |               |               |               |               |               |               |               |               |      |
| Amit Panghal      | Klasse bis 51 kg | Freilos     | Freilos  | P. Chinyemba  | 1:4           | ausgeschieden | ausgeschieden | ausgeschieden | ausgeschieden | ausgeschieden | ausgeschieden | 9    |
| Nishant Dev       | Klasse bis 71 kg | Freilos     | Freilos  | J. Rodríguez  | 3:2           | M. Verde      | 1:4           | ausgeschieden | ausgeschieden | ausgeschieden | ausgeschieden | 5    |

### Gewichtheben
| Athleten              | Wettbewerb       | Reißen  | Reißen | Stoßen  | Stoßen | Zweikampf | Zweikampf | Rang |
| Athleten              | Wettbewerb       | Gewicht | Rang   | Gewicht | Rang   | Gewicht   | Rang      | Rang |
| --------------------- | ---------------- | ------- | ------ | ------- | ------ | --------- | --------- | ---- |
| Frauen                |                  |         |        |         |        |           |           |      |
| Saikhom Mirabai Chanu | Klasse bis 49 kg | 88 kg   | 3      | 111 kg  | 4      | 199 kg    | 4         | 4    |

### Golf
| Athleten          | Runde 1 | Runde 2 | Runde 3 | Runde 4 | Gesamt | Par | Rang |
| ----------------- | ------- | ------- | ------- | ------- | ------ | --- | ---- |
| Frauen            |         |         |         |         |        |     |      |
| Aditi Ashok       | 72      | 71      | 79      | 68      | 290    | +2  | 29   |
| Diksha Dagar      | 71      | 72      | 80      | 78      | 301    | +13 | 49   |
| Männer            |         |         |         |         |        |     |      |
| Gaganjeet Bhullar | 75      | 69      | 71      | 70      | 285    | +1  | 45   |
| Shubhankar Sharma | 70      | 69      | 72      | 72      | 283    | −1  | 40   |

### Hockey
| Wettbewerb      | Männer |
| --------------- | --- |
| Athleten        | Harmanpreet Singh Sreejesh Parattu Raveendran Jarmanpreet Singh Amit Rohidas Sanjay Sanjay Sumit Sumit Vivek Sagar Prasad Shamsher Singh Manpreet Singh Raj Kumar Pal Hardik Singh Mandeep Singh Lalit Kumar Upadhyay Abhishek Abhishek Sukhjeet Singh Gurjant Singh Krishan Bahadur Pathak Jugraj Singh Nilakanta Sharma |
| Trainer         | Craig Fulton |
| Gruppenphase    | Neuseeland (3:2) Argentinien (1:1) Irland (2:0) Belgien (1:2) Australien (3:2) |
| Viertelfinale   | Großbritannien (1:1, 4:2 PSO) |
| Halbfinale      | Deutschland (2:3) |
| Spiel um Bronze | Spanien (2:1) |
| Rang            | Bronze |

### Judo
| Athleten    | Wettbewerb        | 1. Runde | 1. Runde | 2. Runde      | 2. Runde      | Achtelfinale  | Achtelfinale  | Viertelfinale | Viertelfinale | Halbfinale / Trostrunde | Halbfinale / Trostrunde | Finale / Platz 3 | Finale / Platz 3 | Rang |
| Athleten    | Wettbewerb        | Gegner   | Ergebnis | Gegner        | Ergebnis      | Gegner        | Ergebnis      | Gegner        | Ergebnis      | Gegner                  | Ergebnis                | Gegner           | Ergebnis         | Rang |
| ----------- | ----------------- | -------- | -------- | ------------- | ------------- | ------------- | ------------- | ------------- | ------------- | ----------------------- | ----------------------- | ---------------- | ---------------- | ---- |
| Frauen      |                   |          |          |               |               |               |               |               |               |                         |                         |                  |                  |      |
| Tulika Maan | Klasse über 78 kg | I. Ortíz | 0:10     | ausgeschieden | ausgeschieden | ausgeschieden | ausgeschieden | ausgeschieden | ausgeschieden | ausgeschieden           | ausgeschieden           | ausgeschieden    | ausgeschieden    | 17   |

### Leichtathletik
Laufen und Gehen
| Athleten                                                          | Wettbewerb          | Vorlauf      | Vorlauf | Hoffnungslauf | Hoffnungslauf | Halbfinale    | Halbfinale    | Finale        | Finale        | Rang          |
| Athleten                                                          | Wettbewerb          | Zeit         | Rang    | Zeit          | Rang          | Zeit          | Rang          | Zeit          | Rang          | Rang          |
| ----------------------------------------------------------------- | ------------------- | ------------ | ------- | ------------- | ------------- | ------------- | ------------- | ------------- | ------------- | ------------- |
| Frauen                                                            |                     |              |         |               |               |               |               |               |               |               |
| Kiran Pahal                                                       | 400 m               | 52,51 s      | 7       | 52,59 s       | 6             | ausgeschieden | ausgeschieden | ausgeschieden | ausgeschieden | ausgeschieden |
| Ankita Dhyani                                                     | 5000 m              | 16:19,38 min | 20      | —             | —             | —             | —             | ausgeschieden | ausgeschieden | ausgeschieden |
| Parul Chaudhary                                                   | 5000 m              | 15:10,68 min | 14      | —             | —             | —             | —             | ausgeschieden | ausgeschieden | ausgeschieden |
| Jyothi Yarraji                                                    | 100 m Hürden        | 13,16 s      | 7       | 13,17 s       | 4             | ausgeschieden | ausgeschieden | ausgeschieden | ausgeschieden | ausgeschieden |
| Parul Chaudhary                                                   | 3000 m Hindernis    | 9:23,39 min  | 8       | —             | —             | —             | —             | ausgeschieden | ausgeschieden | ausgeschieden |
| Priyanka Goswami                                                  | 20 km Gehen         | —            | —       | —             | —             | —             | —             | 1:39:55 h     | 41            | 41            |
| Jyothika Sri Dandi M. R. Poovamma Vithya Ramraj Subha Venkatesan  | 4 × 400 m           | 3:32,51 min  | 8       | —             | —             | —             | —             | ausgeschieden | ausgeschieden | ausgeschieden |
| Männer                                                            |                     |              |         |               |               |               |               |               |               |               |
| Avinash Mukund Sable                                              | 3000 m Hindernis    | 8:15,43 min  | 5       | —             | —             | —             | —             | 8:14,18 min   | 11            | 11            |
| Paramjeet Singh Bisht                                             | 20 km Gehen         | —            | —       | —             | —             | —             | —             | 1:23:46 h     | 37            | 37            |
| Akshdeep Singh                                                    | 20 km Gehen         | —            | —       | —             | —             | —             | —             | DNF           | DNF           | DNF           |
| Vikash Singh                                                      | 20 km Gehen         | —            | —       | —             | —             | —             | —             | 1:22:36 h     | 30            | 30            |
| Muhammed Anas Amoj Jacob Rajesh Ramesh Muhammed Ajmal Variyathodi | 4 × 400 m           | 3:00,58 min  | 4       | —             | —             | —             | —             | ausgeschieden | ausgeschieden | ausgeschieden |
| Mixed                                                             |                     |              |         |               |               |               |               |               |               |               |
| Priyanka Goswami Suraj Panwar                                     | Gehen Mixed-Staffel | —            | —       | —             | —             | —             | —             | DNF           | DNF           | DNF           |

Springen und Werfen
| Athleten                 | Wettbewerb  | Qualifikation | Qualifikation | Finale        | Finale        | Rang   |
| Athleten                 | Wettbewerb  | Weite/Höhe    | Rang          | Weite/Höhe    | Rang          | Rang   |
| ------------------------ | ----------- | ------------- | ------------- | ------------- | ------------- | ------ |
| Frauen                   |             |               |               |               |               |        |
| Annu Rani                | Speerwurf   | 55,81 m       | 29            | ausgeschieden | ausgeschieden | 29     |
| Männer                   |             |               |               |               |               |        |
| Sarvesh Anil Kushare     | Hochsprung  | 2,15 m        | 25            | ausgeschieden | ausgeschieden | 25     |
| Jeswin Aldrin            | Weitsprung  | 7,61 m        | 26            | ausgeschieden | ausgeschieden | 26     |
| Praveen Chithravel       | Dreisprung  | 16,25 m       | 26            | ausgeschieden | ausgeschieden | 26     |
| Abdulla Narangolintevida | Dreisprung  | 16,49 m       | 21            | ausgeschieden | ausgeschieden | 21     |
| Tajnderpal Singh Toor    | Kugelstoßen | 18,05 m       | 29            | ausgeschieden | ausgeschieden | 29     |
| Neeraj Chopra            | Speerwurf   | 89,34 m       | 1             | 89,45 m       | 2             | Silber |
| Kishore Jena             | Speerwurf   | 80,73 m       | 18            | ausgeschieden | ausgeschieden | 18     |

### Reiten

#### Dressurreiten
| Athleten                              | Wettbewerb | Prozent / Punkte           | Prozent / Punkte | Prozent / Punkte | Rang |
| Athleten                              | Wettbewerb | Grand Prix (Qualifikation) | GP Spécial       | GP Kür           | Rang |
| ------------------------------------- | ---------- | -------------------------- | ---------------- | ---------------- | ---- |
| Anush Agarwalla mit Sir Caramello old | Einzel     | 66,444                     | —                | ausgeschieden    | 52   |

### Ringen

#### Freier Stil
Legende: G = Gewonnen, V = Verloren, S = Schultersieg
| Athleten      | Wettbewerb       | Achtelfinale | Achtelfinale | Viertelfinale | Viertelfinale | Halbfinale    | Halbfinale    | Hoffnungsrunde Halbfinale | Hoffnungsrunde Halbfinale | Hoffnungsrunde Finale | Hoffnungsrunde Finale | Finale        | Finale        | Rang   |
| Athleten      | Wettbewerb       | Gegner       | Ergebnis     | Gegner        | Ergebnis      | Gegner        | Ergebnis      | Gegner                    | Ergebnis                  | Gegner                | Ergebnis              | Gegner        | Ergebnis      | Rang   |
| ------------- | ---------------- | ------------ | ------------ | ------------- | ------------- | ------------- | ------------- | ------------------------- | ------------------------- | --------------------- | --------------------- | ------------- | ------------- | ------ |
| Frauen        |                  |              |              |               |               |               |               |                           |                           |                       |                       |               |               |        |
| Vinesh Phogat | Klasse bis 50 kg | Y. Susaki    | G 3:2        | O. Liwatsch   | G 7:5         | Y. Guzmán     | G 5:0         | ―                         | ―                         | ―                     | ―                     | DSQ           | DSQ           | ―      |
| Antim Panghal | Klasse bis 53 kg | Z. Yetgil    | V 0:10       | ausgeschieden | ausgeschieden | ausgeschieden | ausgeschieden | ausgeschieden             | ausgeschieden             | ausgeschieden         | ausgeschieden         | ausgeschieden | ausgeschieden | 15     |
| Anshu Malik   | Klasse bis 57 kg | H. Maroulis  | V 2:7        | ausgeschieden | ausgeschieden | ausgeschieden | ausgeschieden | ausgeschieden             | ausgeschieden             | ausgeschieden         | ausgeschieden         | ausgeschieden | ausgeschieden | 12     |
| Nisha Dahiya  | Klasse bis 68 kg | T. Rischko   | G 6:4        | Pak S.-g.     | V 8:10        | ausgeschieden | ausgeschieden | ausgeschieden             | ausgeschieden             | ausgeschieden         | ausgeschieden         | ausgeschieden | ausgeschieden | 7      |
| Reetika Hooda | Klasse bis 76 kg | B. Nagy      | G 12:2       | A. Medet Kyzy | V 1:1         | ausgeschieden | ausgeschieden | ausgeschieden             | ausgeschieden             | ausgeschieden         | ausgeschieden         | ausgeschieden | ausgeschieden | 7      |
| Männer        |                  |              |              |               |               |               |               |                           |                           |                       |                       |               |               |        |
| Aman Sehrawat | Klasse bis 57 kg | V. Egorov    | G 10:0       | Z. Abakarov   | G 12:0        | R. Higuchi    | V 0:10        | ―                         | ―                         | D. Cruz               | G 13:5                | ausgeschieden | ausgeschieden | Bronze |

### Rudern
| Athleten      | Wettbewerb | Vorlauf     | Vorlauf | Vorlauf       | Hoffnungslauf | Hoffnungslauf | Hoffnungslauf | Viertelfinale | Viertelfinale | Viertelfinale  | Halbfinale  | Halbfinale | Halbfinale    | Finale      | Finale | Rang |
| Athleten      | Wettbewerb | Zeit        | Rang    | Qualifikation | Zeit          | Rang          | Qualifikation | Zeit          | Rang          | Qualifikation  | Zeit        | Rang       | Qualifikation | Zeit        | Rang   | Rang |
| ------------- | ---------- | ----------- | ------- | ------------- | ------------- | ------------- | ------------- | ------------- | ------------- | -------------- | ----------- | ---------- | ------------- | ----------- | ------ | ---- |
| Männer        |            |             |         |               |               |               |               |               |               |                |             |            |               |             |        |      |
| Balraj Panwar | Einer      | 7:07,11 min | 4       | Hoffnungslauf | 7:12,41 min   | 2             | Viertelfinale | 7:05,10 min   | 5             | Halbfinale C/D | 7:04,97 min | 6          | D-Finale      | 7:02,37 min | 5      | 23   |

### Schießen
| Athleten                                  | Wettbewerb                                 | Qualifikation   | Qualifikation | Finale          | Finale        |
| Athleten                                  | Wettbewerb                                 | Ringe/ Scheiben | Rang          | Ringe/ Scheiben | Rang          |
| ----------------------------------------- | ------------------------------------------ | --------------- | ------------- | --------------- | ------------- |
| Frauen                                    |                                            |                 |               |                 |               |
| Manu Bhaker                               | 25 m Sportpistole                          | 590             | 2             | 28              | 4             |
| Esha Singh                                | 25 m Sportpistole                          | 581             | 18            | ausgeschieden   | ausgeschieden |
| Manu Bhaker                               | 10 m Luftpistole                           | 580             | 3             | 221,7           | Bronze        |
| Rhythm Sangwan                            | 10 m Luftpistole                           | 573             | 15            | ausgeschieden   | ausgeschieden |
| Anjum Moudgil                             | 50 m Kleinkalibergewehr Dreistellungskampf | 584             | 18            | ausgeschieden   | ausgeschieden |
| Sift Kaur Samra                           | 50 m Kleinkalibergewehr Dreistellungskampf | 575             | 31            | ausgeschieden   | ausgeschieden |
| Ramita Jindal                             | 10 m Luftgewehr                            | 631,5           | 5             | 145,3           | 7             |
| Elavenil Valarivan                        | 10 m Luftgewehr                            | 630,7           | 10            | ausgeschieden   | ausgeschieden |
| Maheshwari Chauhan                        | Skeet                                      | 118             | 14            | ausgeschieden   | ausgeschieden |
| Raiza Dhillon                             | Skeet                                      | 113             | 23            | ausgeschieden   | ausgeschieden |
| Rajeshwari Kumari                         | Trap                                       | 113             | 22            | ausgeschieden   | ausgeschieden |
| Shreyasi Singh                            | Trap                                       | 113             | 23            | ausgeschieden   | ausgeschieden |
| Männer                                    |                                            |                 |               |                 |               |
| Anish Bhanwala                            | 25 m Schnellfeuerpistole                   | 582             | 13            | ausgeschieden   | ausgeschieden |
| Vijayveer Sidhu                           | 25 m Schnellfeuerpistole                   | 583             | 9             | ausgeschieden   | ausgeschieden |
| Arjun Singh Cheema                        | 10 m Luftpistole                           | 574             | 18            | ausgeschieden   | ausgeschieden |
| Sarabjot Singh                            | 10 m Luftpistole                           | 577             | 9             | ausgeschieden   | ausgeschieden |
| Swapnil Kusale                            | 50 m Kleinkalibergewehr Dreistellungskampf | 590             | 7             | 451,4           | Bronze        |
| Aishwary Pratap Singh Tomar               | 50 m Kleinkalibergewehr Dreistellungskampf | 589             | 11            | ausgeschieden   | ausgeschieden |
| Arjun Babuta                              | 10 m Luftgewehr                            | 630,1           | 7             | 208,4           | 4             |
| Sandeep Singh                             | 10 m Luftgewehr                            | 629,3           | 12            | ausgeschieden   | ausgeschieden |
| Anantjeet Singh Naruka                    | Skeet                                      | 116             | 24            | ausgeschieden   | ausgeschieden |
| Prithviraj Tondaiman                      | Trap                                       | 118             | 21            | ausgeschieden   | ausgeschieden |
| Mixed                                     |                                            |                 |               |                 |               |
| Ramita Jindal Arjun Babuta                | 10 m Luftgewehr Mannschaft                 | 628,7           | 6             | ausgeschieden   | ausgeschieden |
| Elavenil Valarivan Sandeep Singh          | 10 m Luftgewehr Mannschaft                 | 626,3           | 12            | ausgeschieden   | ausgeschieden |
| Manu Bhaker Sarabjot Singh                | 10 m Luftpistole                           | 580             | 3             | Südkorea 16:10  | Bronze        |
| Rhythm Sangwan Arjun Singh Cheema         | 10 m Luftpistole                           | 576             | 10            | ausgeschieden   | ausgeschieden |
| Maheshwari Chauhan Anantjeet Singh Naruka | Skeet                                      | 146             | 4             | China 43:44     | 4             |

### Schwimmen
| Athleten          | Wettbewerb     | Vorlauf     | Vorlauf | Halbfinale    | Halbfinale    | Finale        | Finale        | Rang |
| Athleten          | Wettbewerb     | Zeit        | Rang    | Zeit          | Rang          | Zeit          | Rang          | Rang |
| ----------------- | -------------- | ----------- | ------- | ------------- | ------------- | ------------- | ------------- | ---- |
| Frauen            |                |             |         |               |               |               |               |      |
| Dhinidhi Desinghu | 200 m Freistil | 2:06,96 min | 23      | ausgeschieden | ausgeschieden | ausgeschieden | ausgeschieden | 23   |
| Männer            |                |             |         |               |               |               |               |      |
| Srihari Nataraj   | 100 m Rücken   | 55,01 s     | 33      | ausgeschieden | ausgeschieden | ausgeschieden | ausgeschieden | 33   |

### Segeln
| Athleten         | Wettbewerb   | Qualifikation | Qualifikation | Medal Race    | Medal Race    | Punkte | Rang |
| Athleten         | Wettbewerb   | Punkte        | Rang          | Punkte        | Rang          | Punkte | Rang |
| ---------------- | ------------ | ------------- | ------------- | ------------- | ------------- | ------ | ---- |
| Frauen           |              |               |               |               |               |        |      |
| Nethra Kumanan   | Laser Radial | 155           | 21            | ausgeschieden | ausgeschieden | 155    | 21   |
| Männer           |              |               |               |               |               |        |      |
| Vishnu Saravanan | Laser        | 114           | 18            | ausgeschieden | ausgeschieden | 114    | 18   |

### Tennis
| Athleten                       | Wettbewerb | 1. Runde                       | 1. Runde      | 2. Runde      | 2. Runde      | Achtelfinale  | Achtelfinale  | Viertelfinale | Viertelfinale | Halbfinale    | Halbfinale    | Finale / Platz 3 | Finale / Platz 3 | Rang |
| Athleten                       | Wettbewerb | Gegner                         | Ergebnis      | Gegner        | Ergebnis      | Gegner        | Ergebnis      | Gegner        | Ergebnis      | Gegner        | Ergebnis      | Gegner           | Ergebnis         | Rang |
| ------------------------------ | ---------- | ------------------------------ | ------------- | ------------- | ------------- | ------------- | ------------- | ------------- | ------------- | ------------- | ------------- | ---------------- | ---------------- | ---- |
| Männer                         |            |                                |               |               |               |               |               |               |               |               |               |                  |                  |      |
| Sumit Nagal                    | Einzel     | C. Moutet                      | 2:6, 6:2, 5:7 | ausgeschieden | ausgeschieden | ausgeschieden | ausgeschieden | ausgeschieden | ausgeschieden | ausgeschieden | ausgeschieden | ausgeschieden    | ausgeschieden    | 33   |
| N. Sriram Balaji Rohan Bopanna | Doppel     | G. Monfils / É. Roger-Vasselin | 5:7, 2:6      | —             | —             | ausgeschieden | ausgeschieden | ausgeschieden | ausgeschieden | ausgeschieden | ausgeschieden | ausgeschieden    | ausgeschieden    | 17   |

### Tischtennis
| Athleten                                                 | Wettbewerb | 1. Runde     | 1. Runde | 2. Runde    | 2. Runde | 3. Runde      | 3. Runde      | Achtelfinale  | Achtelfinale  | Viertelfinale | Viertelfinale | Halbfinale    | Halbfinale    | Finale / Platz 3 | Finale / Platz 3 | Rang |
| Athleten                                                 | Wettbewerb | Gegner       | Erg.     | Gegner      | Erg.     | Gegner        | Erg.          | Gegner        | Erg.          | Gegner        | Erg.          | Gegner        | Erg.          | Gegner           | Erg.             | Rang |
| -------------------------------------------------------- | ---------- | ------------ | -------- | ----------- | -------- | ------------- | ------------- | ------------- | ------------- | ------------- | ------------- | ------------- | ------------- | ---------------- | ---------------- | ---- |
| Frauen                                                   |            |              |          |             |          |               |               |               |               |               |               |               |               |                  |                  |      |
| Sreeja Akula                                             | Einzel     | Freilos      | Freilos  | C. Källberg | 4:0      | Zeng J.       | 4:2           | Sun Y.        | 0:4           | ausgeschieden | ausgeschieden | ausgeschieden | ausgeschieden | ausgeschieden    | ausgeschieden    | 9    |
| Manika Batra                                             | Einzel     | Freilos      | Freilos  | A. Hursey   | 4:1      | P. Pavade     | 4:0           | M. Hirano     | 1:4           | ausgeschieden | ausgeschieden | ausgeschieden | ausgeschieden | ausgeschieden    | ausgeschieden    | 9    |
| Sreeja Akula Manika Batra Archana Girish Kamath          | Mannschaft | —            | —        | —           | —        | —             | —             | Rumänien      | 3:2           | Deutschland   | 1:3           | ausgeschieden | ausgeschieden | ausgeschieden    | ausgeschieden    | 5    |
| Männer                                                   |            |              |          |             |          |               |               |               |               |               |               |               |               |                  |                  |      |
| Sharath Kamal Achanta                                    | Einzel     | Freilos      | Freilos  | D. Kožul    | 2:4      | ausgeschieden | ausgeschieden | ausgeschieden | ausgeschieden | ausgeschieden | ausgeschieden | ausgeschieden | ausgeschieden | ausgeschieden    | ausgeschieden    | 33   |
| Harmeet Desai                                            | Einzel     | Z. Abo Yaman | 4:0      | F. Lebrun   | 0:4      | ausgeschieden | ausgeschieden | ausgeschieden | ausgeschieden | ausgeschieden | ausgeschieden | ausgeschieden | ausgeschieden | ausgeschieden    | ausgeschieden    | 33   |
| Sharath Kamal Achanta Harmeet Desai Manav Vikash Thakkar | Mannschaft | —            | —        | —           | —        | —             | —             | China         | 0:3           | ausgeschieden | ausgeschieden | ausgeschieden | ausgeschieden | ausgeschieden    | ausgeschieden    | 9    |